# Dangin Puri Kangin
Dangin Puri Kangin is een bestuurslaag in het regentschap Denpasar van de provincie Bali, Indonesië. Dangin Puri Kangin telt 8124 inwoners (volkstelling 2010).